# Franz Josef Hammerl
Franz Josef Hammerl (* 19. Januar 1896 in Rosenheim; † 6. Januar 1948 in Sankt Goarshausen) war ein deutscher Historiker.
Nach seiner Promotion verfasste er mehrere Werke zur Geschichte Bayerns und Österreichs.

## Schriften
- Tirol, des Reiches Südmark im Mittelalter
- Eines Geschlechtes Schicksalsweg
- Das Werden der deutschen Südmark Tirol

| Personendaten    | Personendaten        |
| ---------------- | -------------------- |
| NAME             | Hammerl, Franz Josef |
| KURZBESCHREIBUNG | deutscher Historiker |
| GEBURTSDATUM     | 19. Januar 1896      |
| GEBURTSORT       | Rosenheim            |
| STERBEDATUM      | 6. Januar 1948       |
| STERBEORT        | Sankt Goarshausen    |